# Rio Bahna (Danúbio)
O Rio Bahna é um rio da Romênia afluente do rio Danúbio, localizado no distrito de Mehedinţi.